# 달려라 김대리
《달려라 김대리》는 TBC Dream FM에서 진행하는 대구·경북 전지역에 송출되는 음악 프로그램 진행자는 TBC 아나운서 김대진이며, 방송시간은 평일 오전 6시부터 7시까지다.

## 주파수
- 대구/경주: 99.3MHz
- 포항/울진: 99.7MHz
- 대구권 (성서/지산/범물), 경북 북부(안동/영주/문경/예천/봉화): 106.5MHz

## 코너 소개
- 1부 친절한 김대리 : 너무 익숙하게 알고 있었던 내용들과 습관들이지만 누가 처음 만들었는지, 왜 그렇게 됐는지 몰랐던 내용들을 자세하게 풀어드립니다.
- 2부 위로와 용기가 필요한 그대들에게 : 상처 받고 아파하는 사람들을 위로하고 용기가 필요한 이들을 위한 아침 메시지 이현성이 쓴 책, "심리학 수업"과 함께 합니다.

## 같이 보기
- TBC Dream FM